# Marc-René de Voyer de Paulmy
Marc-René de Voyer de Paulmy, o primeiro marquês de Argenson (Veneza, 4 de novembro de 1652 — Paris, 8 de maio de 1721), foi um político francês.
Filho de Marc-René de Voyer de Paulmy d'Argenson
Foi eleito para a cadeira 1 da Academia Francesa, em 1718.